# Musique
«Musique» — четвертий студійний альбом норвезького метал-гурту Theatre of Tragedy. Реліз відбувся 2 жовтня 2000 року.

## Список композицій
| #     | Назва                         | Тривалість |
| ----- | ----------------------------- | ---------- |
| 1.    | «Machine»                     | 04:14      |
| 2.    | «City of Light»               | 04:19      |
| 3.    | «Fragment»                    | 04:00      |
| 4.    | «Musique»                     | 03:29      |
| 5.    | «Commute»                     | 05:25      |
| 6.    | «Radio»                       | 03:39      |
| 7.    | «Image»                       | 03:09      |
| 8.    | «Crash/Concrete»              | 03:21      |
| 9.    | «Retrospect»                  | 04:03      |
| 10.   | «Reverie»                     | 05:26      |
| 11.   | «Space Age»                   | 04:16      |
| 12.   | «The New Man» (бонусний трек) | 03:21      |
| 48:42 |                               |            |

## Учасники запису
- Раймонд Іштван Рохоній — чоловічий вокал
- Лів Крістін — жіночий вокал
- Френк Клауссен — гітари
- Лоренц Аспен — клавіші
- Хайн Фрод Хансен — ударні

## Чарти
| Чарт (2000)         | Місце |
| ------------------- | ----- |
| German Albums Chart | 39    |